# Electric Mole
『Electric Mole』（エレクトリック・モール）は、2003年12月17日に発売された日本のシンガーソングライター椎名林檎のライブ映像集。発売元は東芝EMI/Virgin Music。また、2013年11月13日にBlu-ray Disc盤（規格品番：TYXN-10005）が発売された。発売元はユニバーサルミュージック合同会社。Blu-ray Disc盤はボックス・セット「LiVE」にも収録されている。
初回生産限定盤（規格品番：TOBF-5290）、通常盤（規格品番：TOBF-5291）の2タイプでのリリース。初回生産限定盤はハードカバー・カラクリ・ブック仕様で、本とディスクケースが一体になった特殊仕様。本の中には椎名の5年間の歩みを記した写真が掲載、さらにDVDには特典おまけ映像が収録。また、通常盤の税込価格は「椎名」に因んで4,170円である。

## 概要
本作は椎名が3作目のアルバム『加爾基 精液 栗ノ花』を引っ提げて、2003年8月から9月にかけて行った全国ツアー「椎名林檎 実演ツアー 雙六エクスタシー」より、9月3日に行われた京都会館公演、9月27日に追加公演として行われた日本武道館公演を中心に収録したものである。
また、東京事変が活動を開始した作品でもある。ただし、このツアーで東京事変は一つのバンドとしてではなく、ツアーのために結成された椎名のバックバンドとして登場した。後に椎名は東京事変での活動を表明した際のインタビューで「このツアーを行った後このメンバーとならやっていけると確信し、バンドとして再出発することを決めた」と語る。
実際のライブでは披露された「依存症」、「歌舞伎町の女王」、「本能」が未収録になっているほか、日本武道館公演のみ披露された「幸福論 (悦楽編)」、初披露された新曲「りんごのうた」が途中でぶつ切りの状態で収録されている。

## 収録曲
全作詞・作曲：椎名林檎　（注記を除く）　全編曲：東京事変
| #         | タイトル | 作詞   | 作曲・編曲 | 時間 |
| --------- | --- | ------ | ---------- | ---- |
| 1.        | 「Toshiba-EMI Logo」 |        |            | 0;14 |
| 2.        | 「幸福論 〜悦楽編〜」(一部) |        |            | 1:47 |
| 3.        | 「罪と罰」 |        |            | 5:56 |
| 4.        | 「真夜中は純潔」 |        |            | 4:21 |
| 5.        | 「MC（一言）」 |        |            | 0:32 |
| 6.        | 「ドツペルゲンガー」 |        |            | 3:16 |
| 7.        | 「ドキュメンタリー 1」 |        |            | 0:31 |
| 8.        | 「おこのみで」(前) |        |            | 2:29 |
| 9.        | 「ドキュメンタリー 2」 |        |            | 1:58 |
| 10.       | 「おこのみで」(後) |        |            | 2:58 |
| 11.       | 「意識」 |        |            | 2:53 |
| 12.       | 「ドキュメンタリー 3」 |        |            | 1:20 |
| 13.       | 「すべりだい」 |        |            | 4:45 |
| 14.       | 「黒いオルフェ」(作詞：アラウジ・デモライス、アントニオ・マリア、ジョージ・デヴィッド・ワイス、ヒューゴ・ペレティ、マルセル・カミュ；作曲：ルイス・ポンファ) |        |            | 3:37 |
| 15.       | 「メンバー紹介映像」 |        |            | 2:53 |
| 16.       | 「ドキュメンタリー 4」 |        |            | 1:48 |
| 17.       | 「丸ノ内サディスティック」 |        |            | 3:47 |
| 18.       | 「警告」 |        |            | 4:36 |
| 19.       | 「delayed brain」(一部；作詞・作曲：向井秀徳) |        |            | 0:30 |
| 20.       | 「とりこし苦労」 |        |            | 2:59 |
| 21.       | 「ドキュメンタリー 5」 |        |            | 1:43 |
| 22.       | 「MC（一言）」 |        |            | 0:34 |
| 23.       | 「港町十三番地」(作詞：石本美由起；作曲：上原げんと) |        |            | 2:47 |
| 24.       | 「ポルターガイスト」 |        |            | 4:20 |
| 25.       | 「節目映像 1」 |        |            | 0:57 |
| 26.       | 「ギブス」 |        |            | 6:12 |
| 27.       | 「ドキュメンタリー 6」 |        |            | 1:51 |
| 28.       | 「迷彩」 |        |            | 3:22 |
| 29.       | 「茎」 |        |            | 6:00 |
| 30.       | 「ドキュメンタリー 7」 |        |            | 2:39 |
| 31.       | 「白い花の咲く頃」(一部；作詞：寺尾智沙；作曲：田村しげる)                                                                                                   |        |            | 1:31 |
| 32.       | 「mr. wonderful」(作詞・作曲：ジェリー・ボック、ラリー・ホロフセナー、ジョージ・デヴィット・ワイス)                                                          |        |            | 3:49 |
| 33.       | 「正しい街」 |        |            | 5:09 |
| 34.       | 「節目映像 2」 |        |            | 1:11 |
| 35.       | 「ドキュメンタリー 8」 |        |            | 1:14 |
| 36.       | 「おだいじに」 |        |            | 6:10 |
| 37.       | 「節目映像 3」 |        |            | 4:03 |
| 38.       | 「ドキュメンタリー 9」 |        |            | 1:13 |
| 39.       | 「りんごのうた」(一部) |        |            | 0:45 |
| 合計時間: | 合計時間: | 108:40 |            |      |

| #  | タイトル                               | 作詞 | 作曲・編曲 | 時間 |
| -- | -------------------------------------- | ---- | ---------- | ---- |
| 1. | 「おこのみで」(全編)                   |      |            | 5:28 |
| 2. | 「すべりだい」(初回限定生産盤のみ収録) |      |            |      |

## 椎名林檎 実演ツアー 雙六エクスタシー
このツアーは椎名林檎が2003年8月から9月にかけて行った約2年ぶりとなる全国ツアーである。サポート・アルバムには同年2月に発売したサードアルバム『加爾基 精液 栗ノ花』があたるが、ファーストアルバム『無罪モラトリアム』、セカンドアルバム『勝訴ストリップ』からも数曲披露されている。またカバーアルバム『唄ひ手冥利〜其ノ壱〜』からも数曲披露されており、過去のライブに比べてカバー曲が多く披露されている。
9月27日には追加公演として、初の日本武道館公演を行った。この公演で、後に発売する節目シングル「りんごのうた」が初披露された。当日、来場者全員にお土産として椎名の5年間の歩みを記した遊具「雙六エクスタシー」が配布された。
また、デビュー5周年を記念して、椎名が愛用しているドイツのギターメーカー・デューゼンバーグ社より、椎名モデルのエレキギター「Duesenberg DSR-SR 椎名林檎モデル“市松”」が、限定生産で発売された。このツアーのメインギターとして椎名も使用している。

### ツアーの日程
| 2003年8月23日 | 東京都 | 渋谷公会堂                       |
| 2003年8月24日 | 東京都 | 渋谷公会堂                       |
| 2003年8月27日 | 愛知県 | 名古屋市民会館                   |
| 2003年8月30日 | 広島県 | 広島厚生年金会館ウェルシティ広島 |
| 2003年9月1日  | 兵庫県 | 神戸国際会館こくさいホール       |
| 2003年9月3日  | 京都府 | 京都会館第一ホール               |
| 2003年9月9日  | 北海道 | 函館市民会館                     |
| 2003年9月16日 | 福岡市 | 福岡サンパレス                   |
| 2003年9月17日 | 福岡市 | 福岡サンパレス                   |
| 2003年9月21日 | 沖縄県 | 沖縄コンベンション劇場           |
| 追加公演      |        |                                  |
| 2003年9月27日 | 東京都 | 日本武道館                       |

## 東京事変
ここでは当時のバックバンドとしての東京事変を紹介。なおメンバー名は途中までカタカナになり最後の一文字が漢字になっている。
- シーナリン瑚：ウタ・ギター
- カメダセー時：ベース
- ヒラマミキ緒：ギター
- ヒーズミマサユ季：ピアノ
- ハタトシ樹：ドラム